# 努力周报
《努力周报》由胡适、丁文江等自由派知识分子于1922年在北京创办，是一个注重谈政治的刊物，是中国自由主义知识分子问政的开端，周报反对军阀“武力”统治，致力于宣传西方宪政民主和自由主义，显露出较为浓厚的自由主义倾向。
最著名的是它发表了由胡适起草，蔡元培领衔，陶行知、李大钊、梁漱溟、王宠惠等参与共16人签署的《我们的政治主张》，提倡“好政府主义”，宣扬改良主义，曾受到《向导》等革命刊物的批判，1923年停刊。

## 宗旨
“应该同心协力地拿这共同的目标向中国的恶势力作战”，“发挥舆论扬善匡恶的作用，去改良政治和社会”。

## 文献
1. ↑  . Google图书.   [2019-01-06]. （原始内容存档于2021-03-12）.